# Turdoides
Turdoides – rodzaj ptaków z rodziny pekińczyków (Leiotrichidae).

## Zasięg występowania
Rodzaj obejmuje gatunki występujące w Afryce.

## Morfologia
Długość ciała 22–27 cm; masa ciała 52–91 g. 

## Systematyka

### Etymologia
- Turdoides: rodzaj Turdus Linnaeus, 1758, drozd; gr. -οιδης -oidēs „przypominający”[13].
- Crateropus: gr. κρατερος krateros „silny, tęgi”; πους pous, ποδος podos „stopa”[14]. Gatunek typowy: Crateropus reinwardii Swainson, 1831.
- Aipunemia (Aepycnemia, Aipenumia, Aepynemia): gr. αιπυς aipus „urwisty, stromy”; κνημη knēmē „noga”[15]. Gatunek typowy: Crateropus reinwardii Swainson, 1831.
- Ischyropodus: gr. ισχυρος iskhuros „silny”; πους pous, ποδος podos „stopa”[16]. Gatunek typowy: Crateropus jardineii A. Smith, 1836.
- Acanthoptila: gr. ακανθα akantha „kolec, cierń”, od ακη akē „punkt”; πτιλον ptilon „pióro”[17]. Gatunek typowy: Timalia nipalensis Hodgson, 1836.
- Aethocichla: gr. αηθης aēthēs „dziwny”, od negatywnego przedrostka α- a-; ηθος ēthos „zwyczaj, charakter”; κιχλη kikhlē „drozd”[18]. Gatunek typowy: Crateropus gymnogenys Hartlaub, 1865.

### Podział systematyczny
Do rodzaju należą następujące gatunki:
- Turdoides tenebrosa (Hartlaub, 1883) – tymal łuskogardły
- Turdoides reinwardtii (Swainson, 1831) – tymal czarnogłowy
- Turdoides bicolor (Jardine, 1831) – tymal dwubarwny
- Turdoides hartlaubii (Bocage, 1868) – tymal łuskogłowy
- Turdoides sharpei (Reichenow, 1891) – tymal maskowy
- Turdoides melanops (Hartlaub, 1867) – tymal namibijski
- Turdoides hypoleuca (Cabanis, 1878) – tymal srokaty
- Turdoides hindei (Sharpe, 1900) – tymal plamisty
- Turdoides plebejus (Cretzschmar, 1828) – tymal białołuski
- Turdoides leucopygia (Rüppell, 1837) – tymal białorzytny
- Turdoides squamulata (Shelley, 1884) – tymal łuskowany
- Turdoides leucocephala Cretzschmar, 1826 – tymal białogłowy
- Turdoides jardineii (A. Smith, 1836) – tymal kroplisty
- Turdoides gymnogenys (Hartlaub, 1865) – tymal gołolicy